# Philippe Renaud
Pour les articles homonymes, voir Renaud (homonymie).
Philippe Renaud, né le 23 novembre 1962 à Créteil, est un céiste français. 

## Carrière
Philippe Renaud est médaillé de bronze olympique de canoë biplace en course en ligne en 1988 à Séoul, après avoir terminé quatrième lors des Jeux olympiques de 1984 à Los Angeles.

## Palmarès

### Jeux olympiques
- Jeux olympiques de 1988 à Séoul (Corée du Sud) :
  -  Médaille de bronze en course en ligne C2.

### Championnats du monde
- Championnats du monde de course en ligne (canoë-kayak) 1989 à Plovdiv (Bulgarie) :
  -  Médaille de bronze en C2 500m par équipes.
  -  Médaille de bronze en C4 500m par équipes.

- Championnats du monde de course en ligne (canoë-kayak) 1991 à Paris (France) :
  -  Médaille d'argent en C4 500m par équipes.

## Famille
Philippe Renaud est le frère du céiste Éric Renaud, le fils du céiste Marcel Renaud et le petit-neveu du cycliste Maurice Renaud.